# تحطم طائرة لوكهيد سي-130 هيركوليز التابعة لقوات مشاة البحرية الأمريكية في هونغ كونغ
تحطمت طائرة لوكهيد سي-130 هيركوليز التابعة لقوات مشاة البحرية الأمريكية (USMC)، وهي تنقل مجموعة من مشاة البحرية الأمريكية إلى جنوب فيتنام من إجازة الراحة والاسترخاء في هونغ كونغ البريطانية آنذاك، عند الإقلاع، مما تسبب في مقتل 59 شخصًا. من أصل 71 (طاقم الطائرة والركاب) كانوا على متن الطائرة في 24 أغسطس 1965.

## الحادث
بدأ الحادث بعد أن انحرفت الطائرة، وهي من طراز USMC لوكهيد سي-130 هيركوليز (رقم 149802)، إلى اليسار بعد وقت قصير من إقلاعها، واصطدمت بجدار بحري ثم تحطمت وسقطت في المياه المحيطة بمدرج مطار كاي تاك. مسافة 40 قدم (12 م) قبالة جزيرة هونج كونج.

## السبب
يُعزى سبب الحادث المتعلق بسقوط الطائرة إلى عطل جزئي للمحرك رقم 1 أثناء إقلاع الطائرة من المدرج.